# Mohammed Adel Hasan
Mohamed Adel Mohamed Ali Hasan (20 settembre 1996) è un calciatore bahreinita, difensore del Al-Khaldiya.

## Carriera

### Nazionale
Ha esordito in Nazionale il 30 maggio 2015 nella partita Bahrain-Oman (0-0).